# Un clown à l'ombre
Un clown à l'ombre (Krusty Gets Busted) est le 12e épisode de la première saison de la série télévisée d'animation Les Simpson.

## Synopsis
Alors que Bart et Lisa écoutent l'émission de Krusty le clown, Marge appelle Homer au travail pour lui demander de s'arrêter au mini-marché en revenant puisqu'elle attend Patty et Selma. Plus tard, au mini-marché, Homer rencontre un clown masqué ressemblant à Krusty le clown qui pointe une arme sur Apu et qui lui demande de lui donner l'argent de la caisse. La police entre alors dans la maison de Krusty pour le prendre par surprise et au poste de police, Homer identifie Krusty comme étant le coupable. Quand Homer revient chez lui, il voit un reportage sur le crime de Krusty et Bart se demande comment son héros a pu faire une telle chose.
Le procès de Krusty commence et Bart essaie d'empêcher son père de témoigner ; cependant, un huissier de justice le remet à sa place. Homer s'assied donc à la barre et désigne tout de suite Krusty comme le clown qu'il a vu. Plus tard, durant le contre-interrogatoire, Krusty avoue qu'il est illettré quand il est incapable d'identifier une pièce à conviction. Krusty est reconnu coupable et est envoyé en prison. Après cet événement, l'ancien assistant de Krusty, Tahiti Bob, reprend l'émission de Krusty et modifie complètement l'aspect bouffon de l'émission pour un aspect plutôt intello.
Bart est sûr que Krusty est innocent et il convainc Lisa de prouver qu'il pourrait ne pas être celui qui a volé au mini-marché. Les enfants découvrent alors que le suspect de la vidéo avait utilisé le micro-ondes, mais Krusty n'est pas censé s'approcher de cet appareil car il s'est fait poser un pacemaker. De plus, on peut voir le suspect en train de lire un magazine sur la vidéo alors que Krusty a avoué qu'il était illettré au tribunal. Lisa commence donc à penser comme Bart que Krusty a été victime d'un coup monté de la part d'un de ses ennemis et Bart se dit que Tahiti Bob devrait savoir qui a fait le coup. Le lendemain, Bart, Lisa et Maggie rencontrent Tahiti Bob dans les studios de son émission pour lui demander qui aurait pu faire une chose pareille, mais avant qu'ils ne puissent poser leur question, Bob leur donne trois places pour l'enregistrement de son émission. En antenne, Bob remarque un garçon préoccupé, Bart, dans les spectateurs et l'invite sur la scène pour lui parler de son problème. Bart explique alors ses trouvailles, mais Tahiti Bob trouve des explications plausibles pour chaque argument et il dit qu'enfiler les immenses chaussures de Krusty n'est pas facile. L'affirmation fait écho dans la tête de Bart pendant qu'il se rend compte qu'Homer avait marché sur le bout du pied du suspect qui a émis un hurlement, alors que Krusty a des petits pieds. Bart prétend donc que Tahiti Bob est le vrai coupable et, pour le prouver, il lui marche sur le pied, ce qui le fait crier de douleur. Déchaussé, Bob admet enfin son crime, il avait fait enfermer Krusty car ses farces lui enlevaient toute dignité. Il se fait ensuite emmener en prison, jurant de se venger sur Bart, et Krusty se fait libérer et remercie Bart de ce qu'il a fait pour lui.